# Victor Sintès
Victor Sintès (Caen, 8 agosto 1980) è uno schermidore francese, diventato algerino, formatosi al circolo di scherma di Rueil e vincitore di una medaglia d'oro ai campionati mondiali di scherma.

## Palmarès
In carriera ha conseguito i seguenti risultati:
- Mondiali di scherma

Lipsia 2005: oro nel fioretto a squadre.
Catania 2011: argento nel fioretto a squadre e bronzo individuale.
- Europei di scherma

Mosca 2002: argento nel fioretto a squadre.
Sheffield 2011: argento nel fioretto a squadre.
Legnano 2012: argento nel fioretto a squadre.